# Marialuisa (arte)

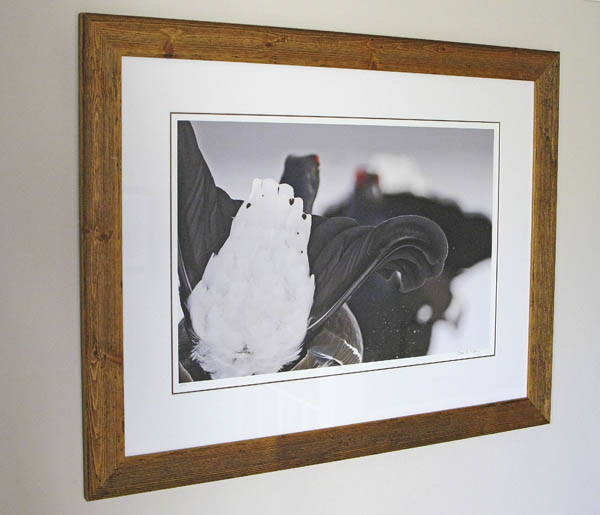
Enmarcado de una fotografía con paspartú

Un marialuisa o paspartú (del francés passepartout) es el pequeño marco que rodea las fotografías o pinturas antes del marco, en caso de que existan.
Normalmente las marialuisas son grandes con respecto a la obra y lisas, es decir, no presentan ningún tipo de textura o relieve, para facilitar al observador la posibilidad de centrarse en la imagen que admira.
Por lo general son de cartón, cartulina o papel opalina y poseen tonos neutros, como blanco o negro.(los más usados)

## Historia de la Marialuisa
Se cuenta que durante el Porfiriato (periodo de gobierno del General Porfirio Díaz en México) se pusieron de moda los nombres romanos: abundaron los Tulios, Marcos, Césares y Octavios. Se dio el caso de que el orador Chucho Urueta, bautizó a uno de sus hijos con el nombre de Marco y José Juan Tablada, destacado poeta de aquel tiempo, lo interpeló con esta cuarteta[cita requerida]:
Urueta, no seas canijo
Chucho, por Belcebú,
no le pongas Marco a tu hijo
mejor ponle “paspartú”.
En ocasiones se ha atribuido el término "marialuisa" a una deformación de la expresión “area lisa” una manera de referirse a ese marco interior., según el Diccionario de México de Juan Palomar[cita requerida]. La verdad es que el término fue acuñado en Francia, en la década de los cuarenta, cuando allá se pusieron de moda los antropónimos[cita requerida], es decir dar nombres de personas a instrumentos, artefactos, técnicas, etc.
Muy probablemente, el nombre fue inspirado en María Luisa, la segunda esposa de Napoleón, de quien se conservan cuadros en los que ya la imagen no cubre todo el espacio; una franja evita que la pintura se extienda hasta la orilla, es decir, una marialuisa[cita requerida].
- Datos: Q1472602
- Multimedia: Passepartouts / Q1472602